# 伊田町
伊田町（いたまち）は、福岡県田川郡にあった町。現在の田川市の東半にあたる。

## 地理
- 河川 ： 彦山川、金辺川

## 歴史
- 1889年（明治22年）4月1日 - 町村制の施行により、伊田村・伊加利村の区域をもって伊田村が発足。
- 1914年（大正3年）1月1日 - 伊田村が町制施行して伊田町となる。
- 1933年（昭和8年）5月1日 - 金川村を編入。大字夏吉・糒を設置。
- 1935年（昭和10年）7月13日 - 町内に存在した三井田川炭鉱（三井田川鉱業所第三坑）でガス爆発事故。救援隊も二次災害に遭い死者66人[2]。
- 1943年（昭和18年）11月3日 - 後藤寺町と合併して田川市が発足。同日伊田町廃止。

## 交通

### 鉄道路線
- 運輸通信省
  - 田川線
    - 伊田駅（現・田川伊田駅）

  - 伊田線
    - 糒駅 - 伊田駅（現・田川伊田駅）

現在は旧町域に平成筑豊鉄道田川線の上伊田駅・下伊田駅・田川市立病院駅が所在するが、当時は未開業。また、日田彦山線の伊田駅から城野駅方は未開業、田川後藤寺駅方は田川線を称した。